# Постійна міжнародна комісія з випробування стрілецької зброї
Постійна міжнародна комісія з випробування стрілецької зброї (фр. Commission internationale permanente pour l'épreuve des armes à feu portatives; поширена абревіатура англ. C.I.P.) — міжнародна організація, яка розробляє та затверджує міжнародні стандарти безпеки випробування стрілецької зброї. Станом на 2015 рік, членами організації є уряди 14 країн, 11 з них — члени Європейського Союзу. C.I.P. перевіряє на безпечність стрілецьку зброю та боєприпаси до неї, що продаються на цивільному ринку.
Зброя та боєприпаси перевіряють в акредитованих лабораторіях C.I.P. Через регулярні інтервали набої перевіряють на відповідність стандартам C.I.P. на фабриках та в акредитованих лабораторіях.